# Rhinopias eschmeyeri
Rhinopias eschmeyeri är en fiskart som beskrevs av Condé, 1977. Rhinopias eschmeyeri ingår i släktet Rhinopias och familjen Scorpaenidae. Inga underarter finns listade i Catalogue of Life.